# Ermidelio Urrutia
Ermidelio Urrutia (25 agosto 1963) è un giocatore di baseball cubano.

## Palmarès

### Olimpiadi
- Oro a Barcellona 1992.

### Campionato mondiale di baseball
- Oro a Roma 1988;
- Oro a Edmonton 1990;
- Oro a Managua 1994.